# Pasienes pagasts
Pasienes pagasts er en territorial enhed i Zilupes novads i Letland. Pagasten havde 681 indbyggere i 2010 og omfatter et areal på 120,36 kvadratkilometer. Hovedbyen i pagasten er Pasiene.